# Mosiera
Mosiera är ett släkte av myrtenväxter. Mosiera ingår i familjen myrtenväxter.

## Dottertaxa tillMosiera, i alfabetisk ordning[1]
- Mosiera acunae
- Mosiera androsiana
- Mosiera araneosa
- Mosiera baracoensis
- Mosiera bissei
- Mosiera bullata
- Mosiera cabanasensis
- Mosiera calycolpoides
- Mosiera contrerasii
- Mosiera crenulata
- Mosiera cuspidata
- Mosiera del-riscoi
- Mosiera ehrenbergii
- Mosiera ekmanii
- Mosiera elliptica
- Mosiera gracilipes
- Mosiera havanensis
- Mosiera jackii
- Mosiera longipes
- Mosiera macrophylla
- Mosiera miraflorensis
- Mosiera moaensis
- Mosiera munizii
- Mosiera nummularioides
- Mosiera occidentalis
- Mosiera oonophylla
- Mosiera ophiticola
- Mosiera tiburona
- Mosiera tussacii
- Mosiera urbaniana
- Mosiera wrightii
- Mosiera xerophytica
- Mosiera yamaniguensis